# Molinot
Molinot település Franciaországban, Côte-d’Or megyében. Lakosainak száma 166 fő (2022. január 1.). Molinot Champignolles, Aubigny-la-Ronce, Santosse, Thury, Val-Mont és Épinac községekkel határos.

## Népesség
A település népességének változása:
| Lakosok száma | 242  | 186  | 153  | 152  | 148  | 147  | 158  | 161  | 160  | 166  |
|               | 1968 | 1982 | 1990 | 2006 | 2013 | 2015 | 2017 | 2019 | 2020 | 2022 |